# Grayan-et-l'Hôpital
Pour les articles homonymes, voir L'Hôpital.
Grayan-et-l'Hôpital (Graian e l'Espitau en gascon) est une commune du Sud-Ouest de la France, dans le département de la Gironde (région Nouvelle-Aquitaine).
Ses habitants sont appelés les Grayanais.

## Géographie

### Localisation

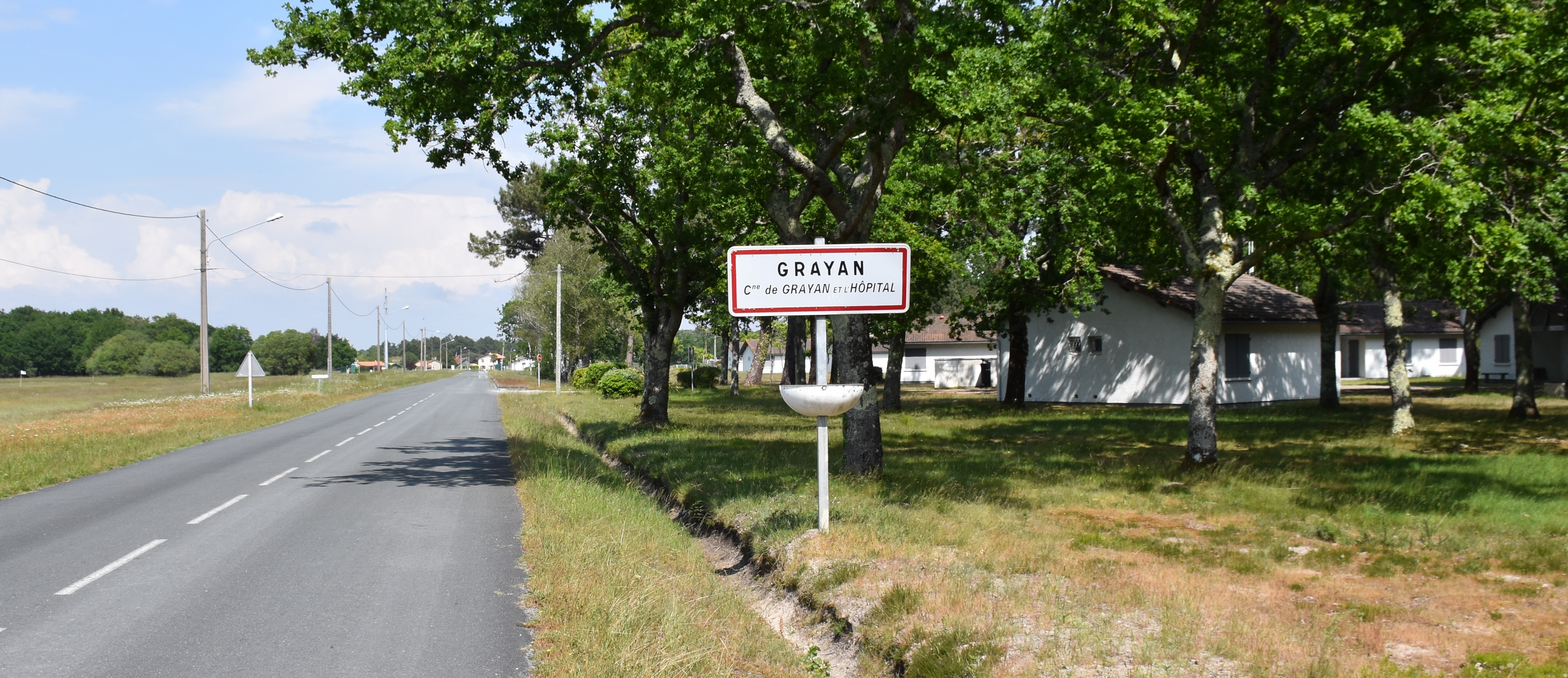
Une entrée de la commune.

La commune est située dans le Médoc sur la Côte d'Argent à 88 km de Bordeaux, au sud de Soulac-sur-Mer et au nord de Hourtin, entre forêt des Landes, marais et océan Atlantique. Appartenant au Midi de la France — on parle plus précisément de « Midi atlantique », au cœur de l'Arc atlantique, elle est partie intégrante du Grand Sud-Ouest français.

### Communes limitrophes
Les communes limitrophes sont  Saint-Vivien-de-Médoc, Soulac-sur-Mer, Talais et Vensac.
|                  | Soulac-sur-Mer      | Talais                |
| Océan Atlantique | Grayan-et-l'Hôpital | Saint-Vivien-de-Médoc |
|                  | Vensac              |                       |

### Climat
Pour des articles plus généraux, voir Climat de la Nouvelle-Aquitaine et Climat de la Gironde.
Historiquement, la commune est exposée à un climat océanique aquitain.
En 2020, Météo-France publie une typologie des climats de la France métropolitaine dans laquelle la commune est exposée à un climat océanique et est dans la région climatique  Littoral charentais et aquitain, caractérisée par une pluviométrie élevée en automne et en hiver, un bon ensoleillement, des hiver doux (6,5 °C), soumis à la brise de mer.
Pour la période 1971-2000, la température annuelle moyenne est de 13,1 °C, avec une amplitude thermique annuelle de 13,8 °C. Le cumul annuel moyen de précipitations est de 881 mm, avec 12,5 jours de précipitations en janvier et 6,5 jours en juillet. Pour la période 1991-2020, la température moyenne annuelle observée sur la station météorologique la plus proche, située sur la commune de Vensac à 6 km à vol d'oiseau, est de 13,4 °C et le cumul annuel moyen de précipitations est de 921,5 mm,. Pour l'avenir, les paramètres climatiques de la commune estimés pour 2050 selon différents scénarios d’émission de gaz à effet de serre sont consultables sur un site dédié publié par Météo-France en novembre 2022.

## Urbanisme

### Typologie
Au 1er janvier 2024, Grayan-et-l'Hôpital est catégorisée commune rurale à habitat dispersé, selon la nouvelle grille communale de densité à sept niveaux définie par l'Insee en 2022.
Elle est située hors unité urbaine et hors attraction des villes,.
La commune, bordée par l'océan Atlantique, est également une commune littorale au sens de la loi du 3 janvier 1986, dite loi littoral. Des dispositions spécifiques d’urbanisme s’y appliquent dès lors afin de préserver les espaces naturels, les sites, les paysages et l’équilibre écologique du littoral, tel le principe d'inconstructibilité, en dehors des espaces urbanisés, sur la bande littorale des 100 mètres, ou plus si le plan local d’urbanisme le prévoit.

### Occupation des sols
L'occupation des sols de la commune, telle qu'elle ressort de la base de données européenne d’occupation biophysique des sols Corine Land Cover (CLC), est marquée par l'importance des forêts et milieux semi-naturels (74,9 % en 2018), une proportion sensiblement équivalente à celle de 1990 (75,6 %). La répartition détaillée en 2018 est la suivante : 
forêts (62,2 %), prairies (10,1 %), milieux à végétation arbustive et/ou herbacée (9,9 %), espaces verts artificialisés, non agricoles (6,6 %), zones urbanisées (5,5 %), espaces ouverts, sans ou avec peu de végétation (2,9 %), zones agricoles hétérogènes (2,3 %), zones humides intérieures (0,6 %). L'évolution de l’occupation des sols de la commune et de ses infrastructures peut être observée sur les différentes représentations cartographiques du territoire : la carte de Cassini (XVIIIe siècle), la carte d'état-major (1820-1866) et les cartes ou photos aériennes de l'IGN pour la période actuelle (1950 à aujourd'hui).

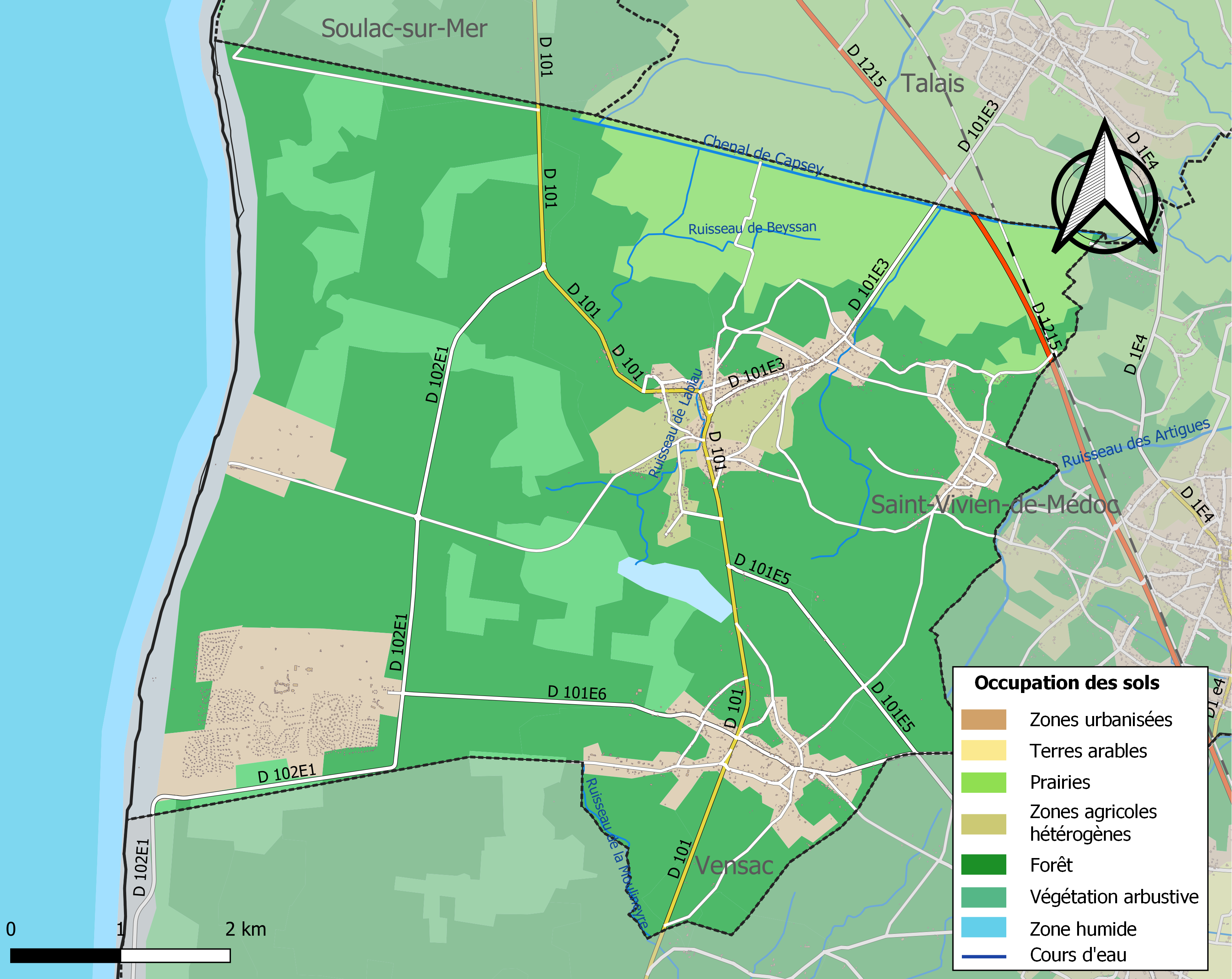
Carte des infrastructures et de l'occupation des sols de la commune en 2018 (CLC).
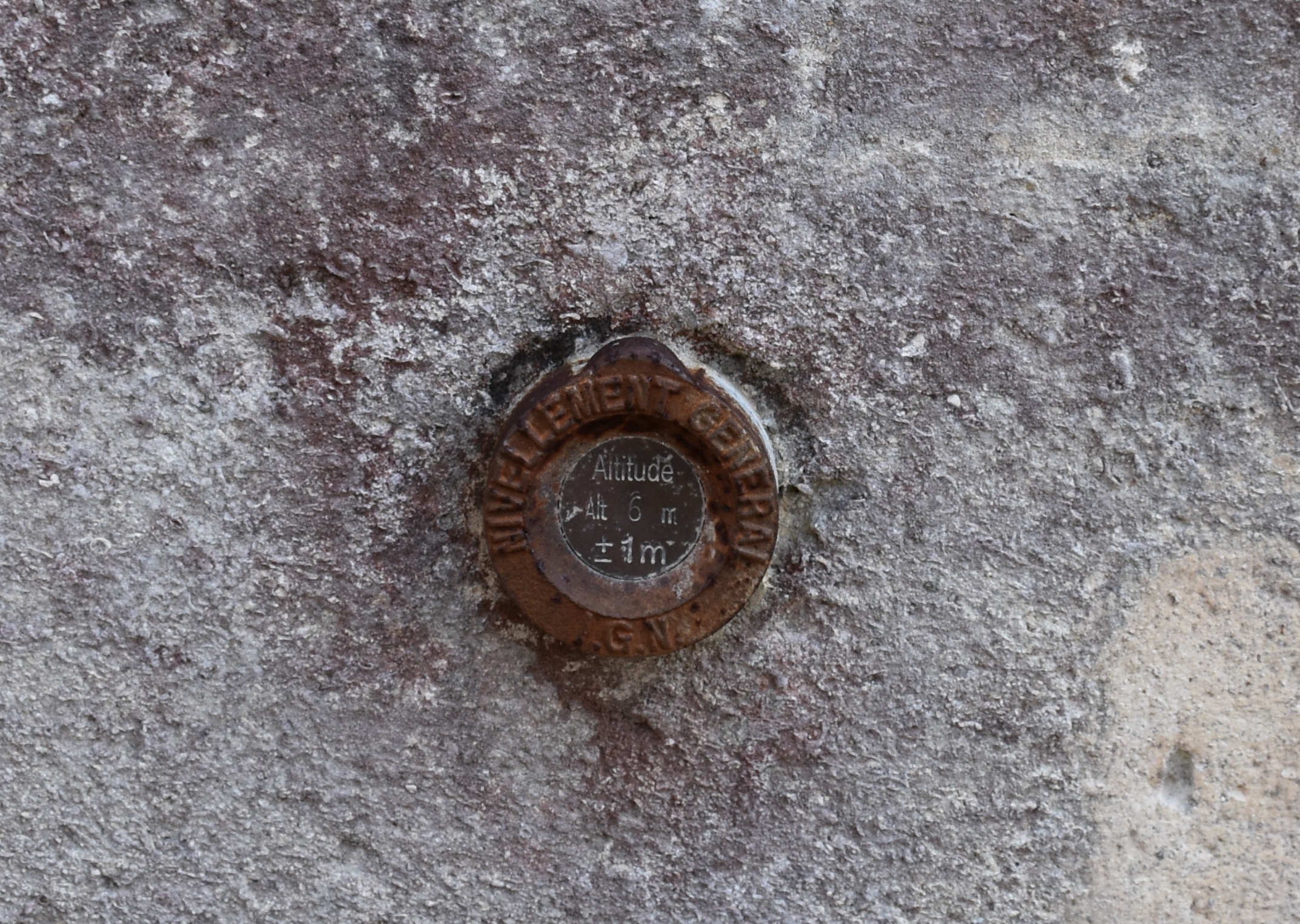
Borne de nivellement sur l'église - Altitude 6 m.

### Risques majeurs
Le territoire de la commune de Grayan-et-l'Hôpital est vulnérable à différents aléas naturels : météorologiques (tempête, orage, neige, grand froid, canicule ou sécheresse), inondations, feux de forêts, mouvements de terrains et séisme (sismicité très faible). Un site publié par le BRGM permet d'évaluer simplement et rapidement les risques d'un bien localisé soit par son adresse soit par le numéro de sa parcelle.
Certaines parties du territoire communal sont susceptibles d’être affectées par le risque d’inondation par débordement de cours d'eau et par submersion marine. La commune a été reconnue en état de catastrophe naturelle au titre des dommages causés par les inondations et coulées de boue survenues en 1982, 1999 et 2009,.
Grayan-et-l'Hôpital est exposée au risque de feu de forêt. Depuis le 20 avril 2016, les départements de la Gironde, des Landes et de Lot-et-Garonne disposent d’un règlement interdépartemental de protection de la forêt contre les incendies. Ce règlement vise à mieux prévenir les incendies de forêt, à faciliter les interventions des services et à limiter les conséquences, que ce soit par le débroussaillement, la limitation de l’apport du feu ou la réglementation des activités en forêt. Il définit en particulier cinq niveaux de vigilance croissants auxquels sont associés différentes mesures. Sur le plan de l'aménagement du territoire la commune dispose d'un plan de prévention des risques incendies feux de forêts (PPRIF).
Les mouvements de terrains susceptibles de se produire sur la commune sont des avancées dunaires et des tassements différentiels. La migration dunaire est le mouvement des dunes, vers l’intérieur des terres. Les actions conjuguées de la mer et du vent ont pour effet de déplacer les sables et donc de modifier la morphologie du littoral.

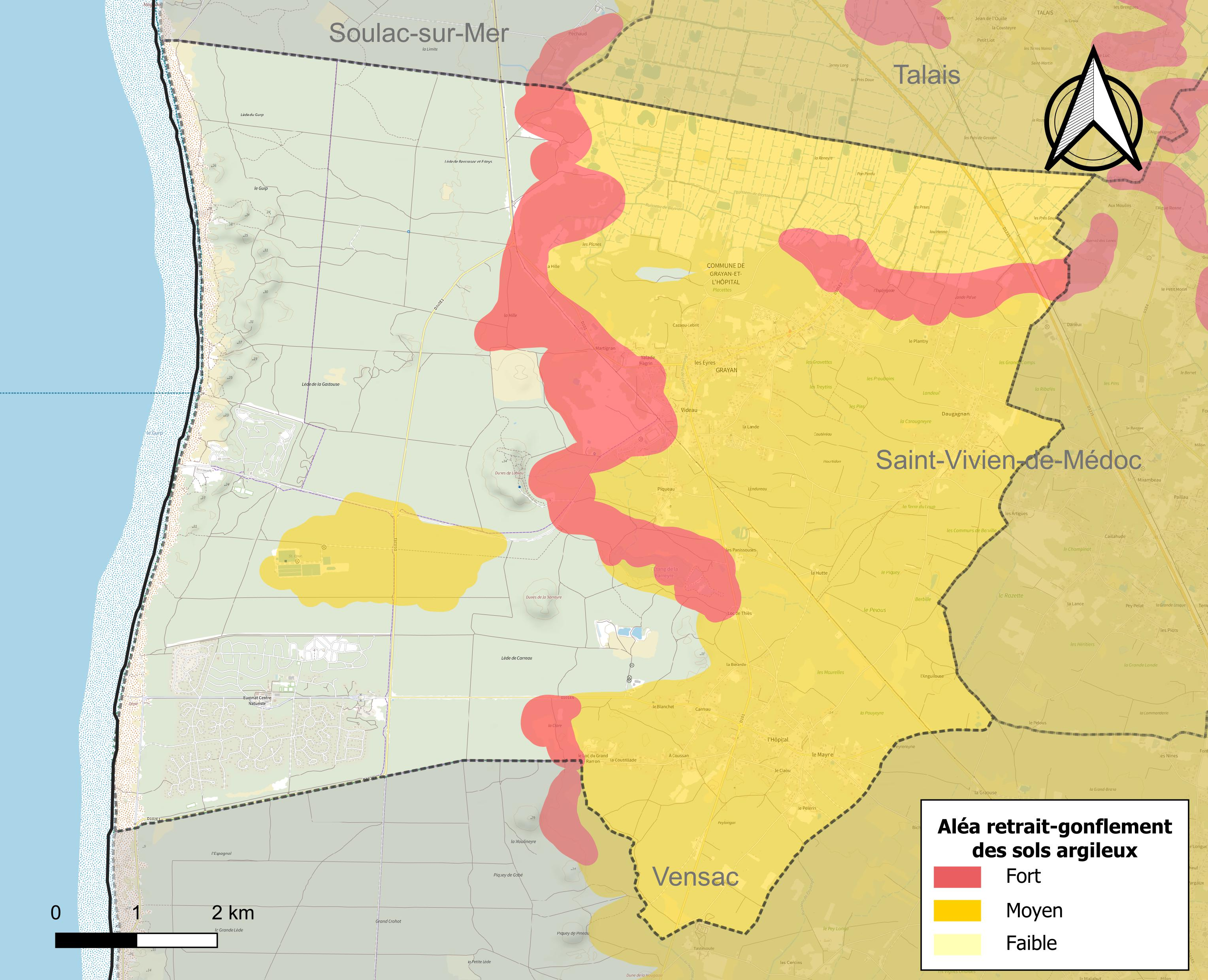
Carte des zones d'aléa retrait-gonflement des sols argileux de Grayan-et-l'Hôpital.

Le retrait-gonflement des sols argileux est susceptible d'engendrer des dommages importants aux bâtiments en cas d’alternance de périodes de sécheresse et de pluie. 56 % de la superficie communale est en aléa moyen ou fort (67,4 % au niveau départemental et 48,5 % au niveau national). Sur les 2 401 bâtiments dénombrés sur la commune en 2019, 1 118 sont en aléa moyen ou fort, soit 47 %, à comparer aux 84 % au niveau départemental et 54 % au niveau national. Une cartographie de l'exposition du territoire national au retrait gonflement des sols argileux est disponible sur le site du BRGM,.
Par ailleurs, afin de mieux appréhender le risque d’affaissement de terrain, l'inventaire national des cavités souterraines permet de localiser celles situées sur la commune.
Concernant les mouvements de terrains, la commune a été reconnue en état de catastrophe naturelle au titre des dommages causés par la sécheresse en 1989, 2003, 2005 et 2012 et par des mouvements de terrain en 1999.

## Toponymie
Grayan-et-l'Hôpital étant en Médoc, pays gascon, la plupart des lieux-dits anciens y sont explicables par le gascon, par exemple Lou Henna, Lous Prouens, Lous Haougueyrounes, La Hosse de l’Estïou, Piquey, La Carougneyre, La Prise des Arrouquets, La Lède de la Gastouse, Les Pins d’aou Pelous...
Le Cadastre napoléonien a très bien conservé ces appellations gasconnes et témoigne donc de la langue locale.

## Histoire
La commune est située sur la lébade, l'ancien grand chemin de Bordeaux à Soulac, et sur la voie de Soulac, ancien itinéraire secondaire du pèlerinage de Saint-Jacques-de-Compostelle.
Des actes de 1330 mentionnaient, sur la paroisse Saint-Pierre de Grayan, les villages d'Artras et de Cassac aujourd’hui disparus.
L’Hôpital de Grayan, connu au XVIIe siècle sous le nom de l’Hospitalet, était un gite accueillant les pèlerins venus de Saintonge. Il datait du XIIe siècle mais n’existait déjà plus au XVIIIe siècle. Le recul du cordon dunaire a provoqué l’ensevelissement de l’ancien village de Carrau sous les sables.

## Politique et administration
À partir des élections municipales de 1900, les socialistes entrent dans la municipalité de Grayan, ainsi qu'à Saint-Vivien

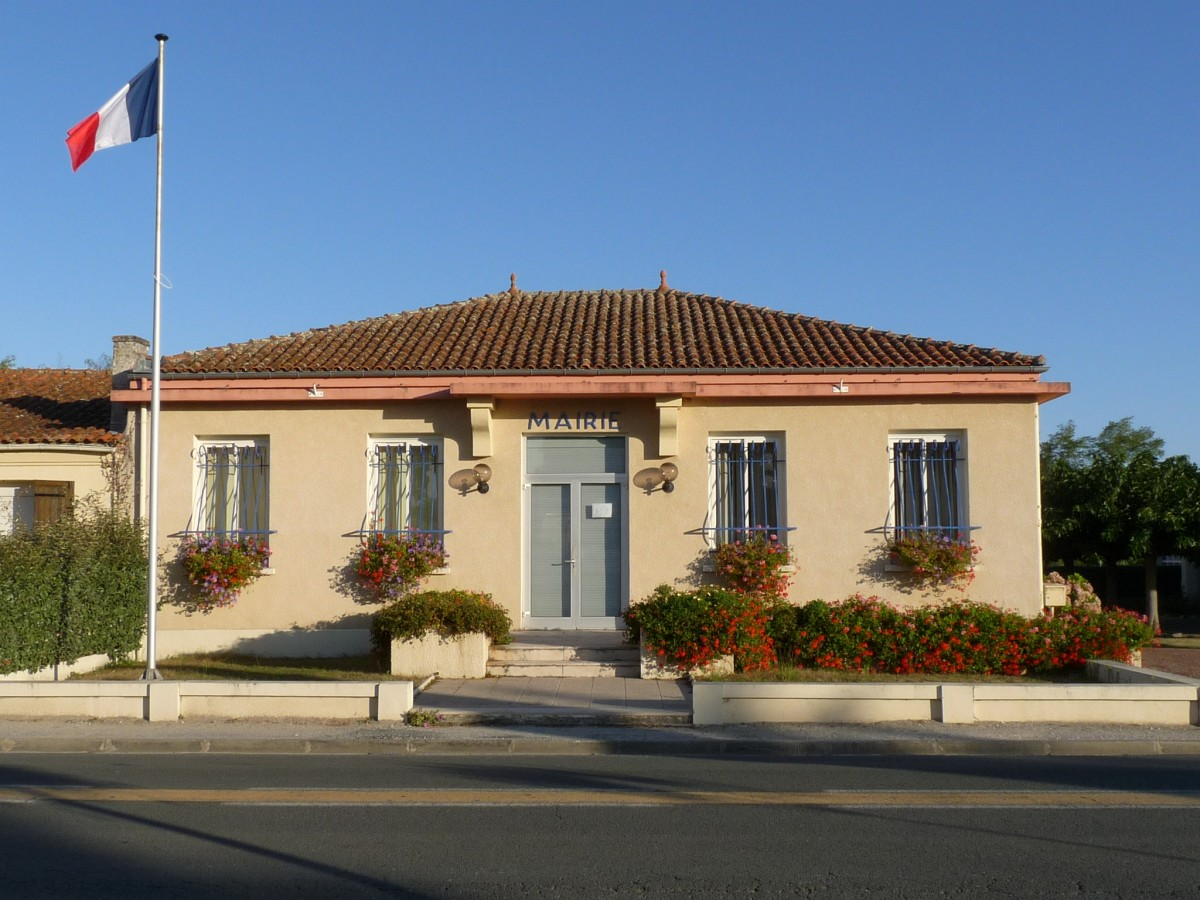
La mairie, à Grayan.

| Période                                  | Période      | Identité         | Étiquette | Qualité                                                                                  |
| ---------------------------------------- | ------------ | ---------------- | --------- | ---------------------------------------------------------------------------------------- |
| Les données manquantes sont à compléter. |              |                  |           |                                                                                          |
| 31 octobre 1947                          | mars 2001    | Guy Lartigue     | SFIO-PS   |                                                                                          |
| mars 2001                                | mai 2020     | Serge Laporte.   | PS        | Retraité - Ancien conseiller général (2008-2015) de l'ex-canton de Saint-Vivien-de-Médoc |
| mai 2020                                 | janvier 2024 | Florence Legrand | SE        | Magistrate à la Cour des comptes                                                         |
| janvier 2024 (élection partielle)        | En cours     | Jacky Nicaise    | SE        | Colonel parachutiste de l'armée de terre à la retraite                                   |

## Démographie
| 1793 | 1800 | 1806 | 1821 | 1831  | 1836  | 1841 | 1846 | 1851 |
| ---- | ---- | ---- | ---- | ----- | ----- | ---- | ---- | ---- |
| 538  | 680  | 769  | 966  | 1 025 | 1 009 | 915  | 969  | 922  |

| 1856 | 1861 | 1866 | 1872 | 1876 | 1881 | 1886 | 1891 | 1896 |
| ---- | ---- | ---- | ---- | ---- | ---- | ---- | ---- | ---- |
| 942  | 955  | 972  | 899  | 842  | 811  | 901  | 879  | 854  |

| 1901 | 1906 | 1911 | 1921 | 1926 | 1931 | 1936 | 1946 | 1954 |
| ---- | ---- | ---- | ---- | ---- | ---- | ---- | ---- | ---- |
| 769  | 788  | 720  | 650  | 658  | 628  | 600  | 528  | 513  |

| 1962 | 1968 | 1975 | 1982 | 1990 | 1999 | 2005 | 2006 | 2010  |
| ---- | ---- | ---- | ---- | ---- | ---- | ---- | ---- | ----- |
| 543  | 508  | 534  | 553  | 617  | 728  | 966  | 976  | 1 258 |

| 2015  | 2020  | 2022  | - | - | - | - | - | - |
| ----- | ----- | ----- | - | - | - | - | - | - |
| 1 340 | 1 543 | 1 545 | - | - | - | - | - | - |

## Économie

### Tourisme

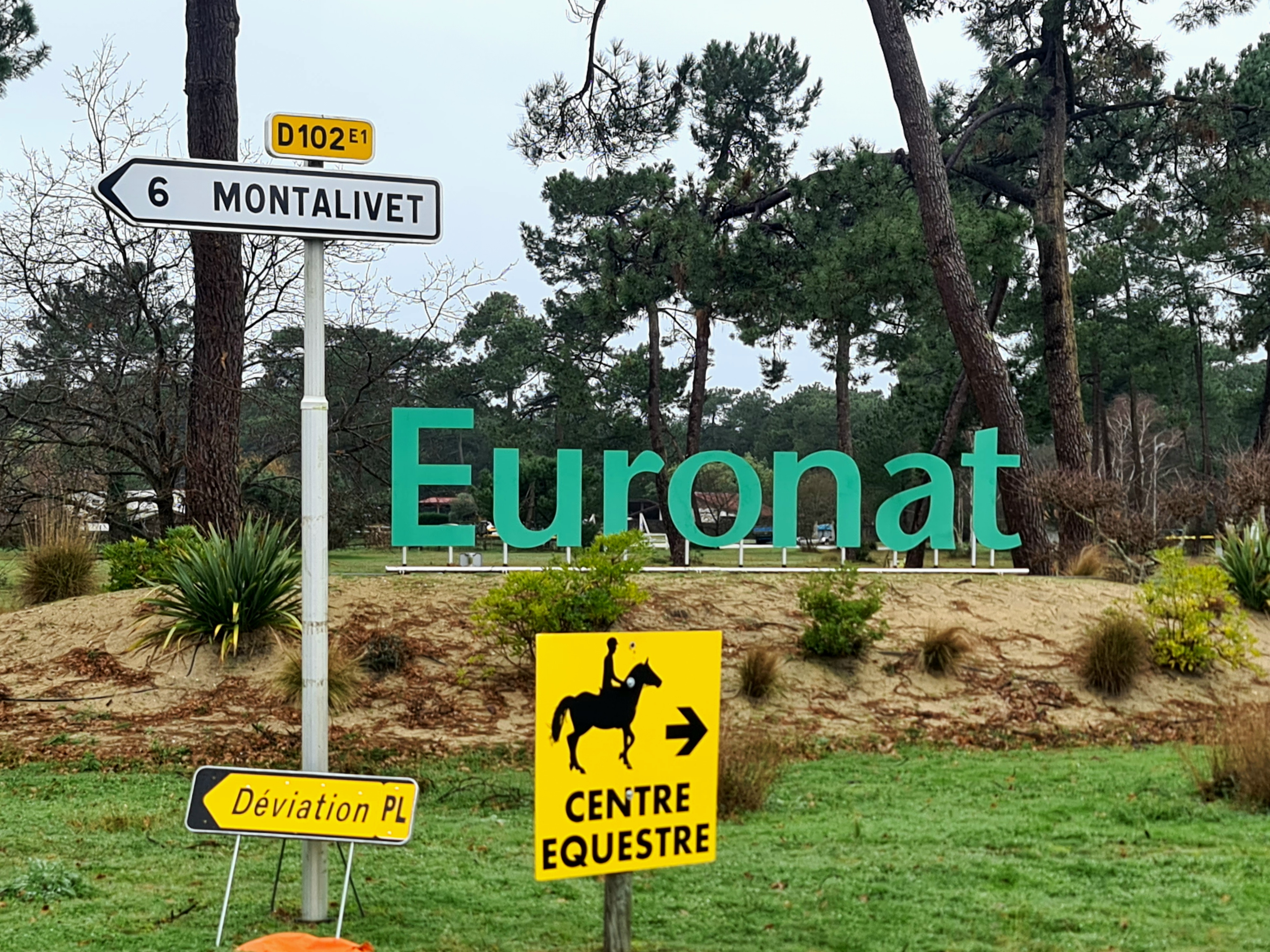
Entrée du centre naturiste Euronat.

La commune accueille depuis 1975 Euronat, le plus grand centre de vacances naturiste de France. Le centre couvre un domaine de 335 ha, et trois accès distincts donnent directement sur la plage naturiste longue de près de 2,5 km, dont une seule est accessible aux chiens. Connue pour ses baïnes dangereuses, la plage est surveillée par des maitres-nageurs sauveteurs.
Ce centre  comprend un camping caravanning avec mobil homes et de nombreux chalets de bois répartis en villages (libres à la vente ou à la location). Près de 400 naturistes y résident à l'année, les vacanciers (en majorité européens) pouvant être jusqu'à 12 000 en saison.

## Équipements, services et vie locale

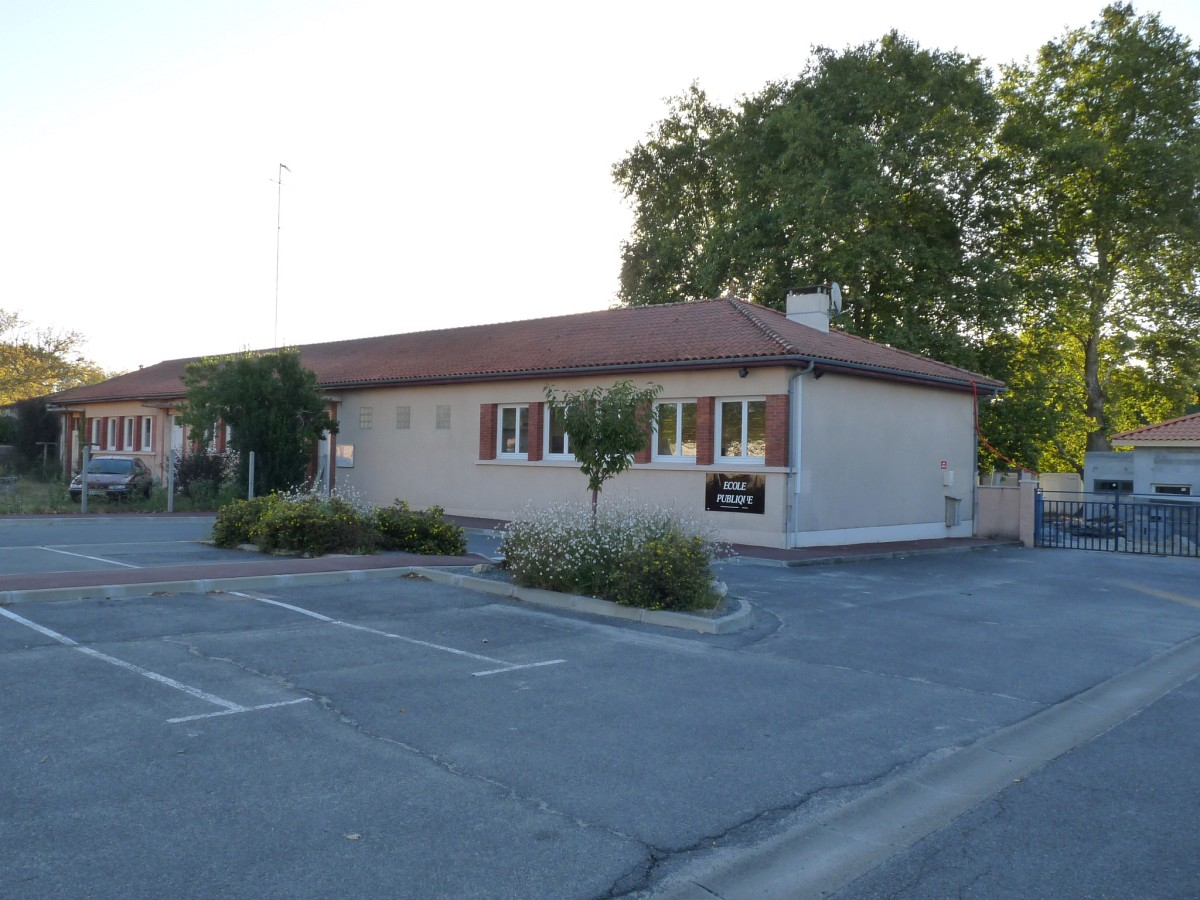
L'école publique.
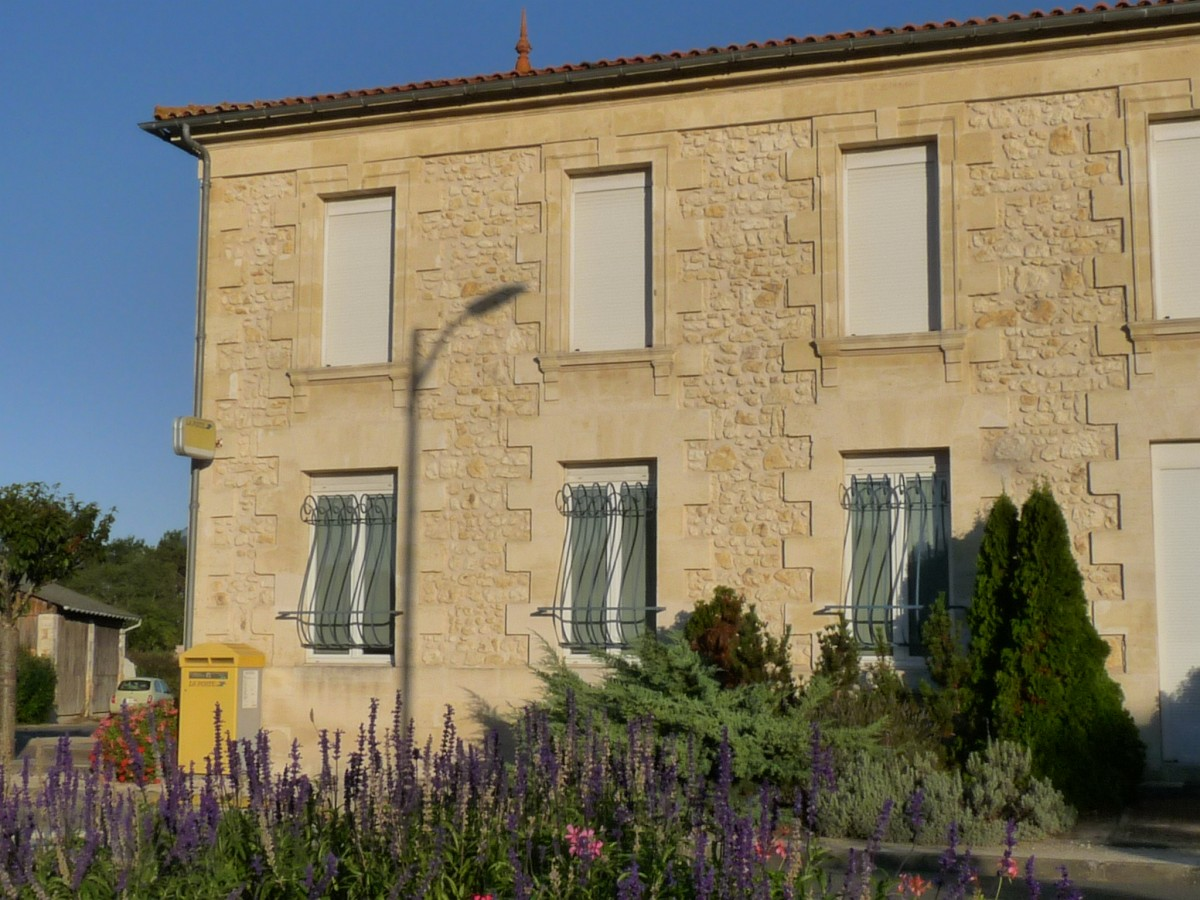
La poste.
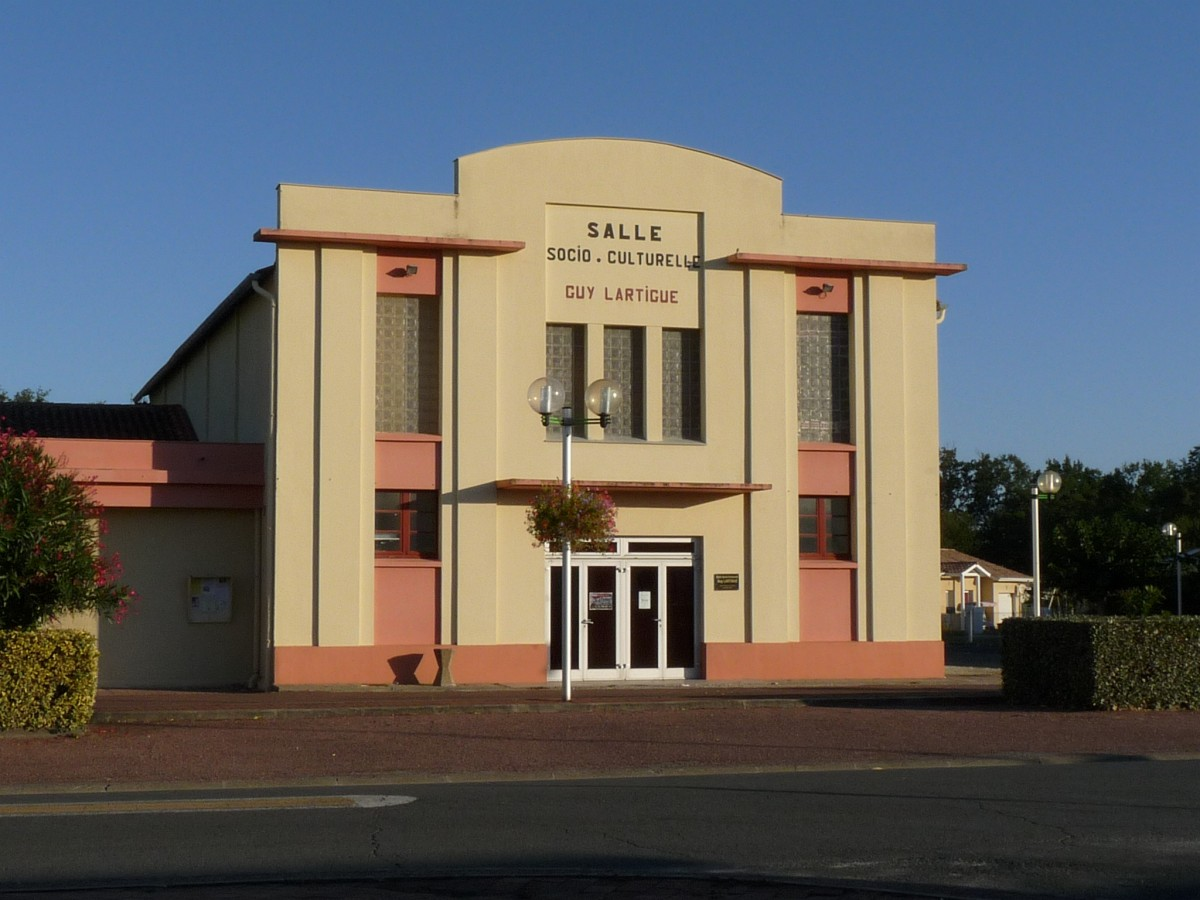
La salle communale.

## Culture locale et patrimoine

### Lieux et monuments
- L'église paroissiale Saint-Pierre, à Grayan.
- La chapelle Saint-Jean-Baptiste, au hameau de l'Hôpital.
- Les blockhaus du mur de l'Atlantique.
- Le monument aux morts.

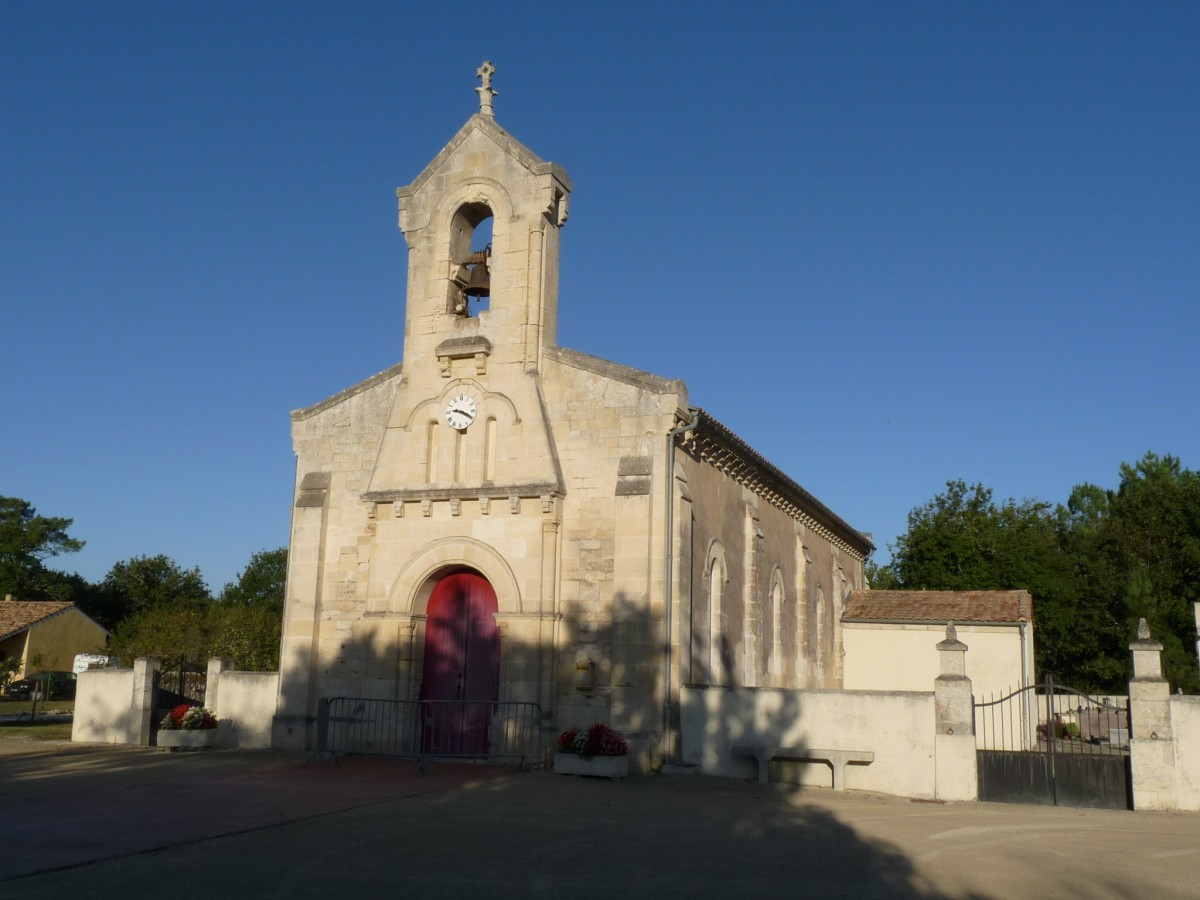
La chapelle Saint-Jean-Baptiste, à l'Hôpital.
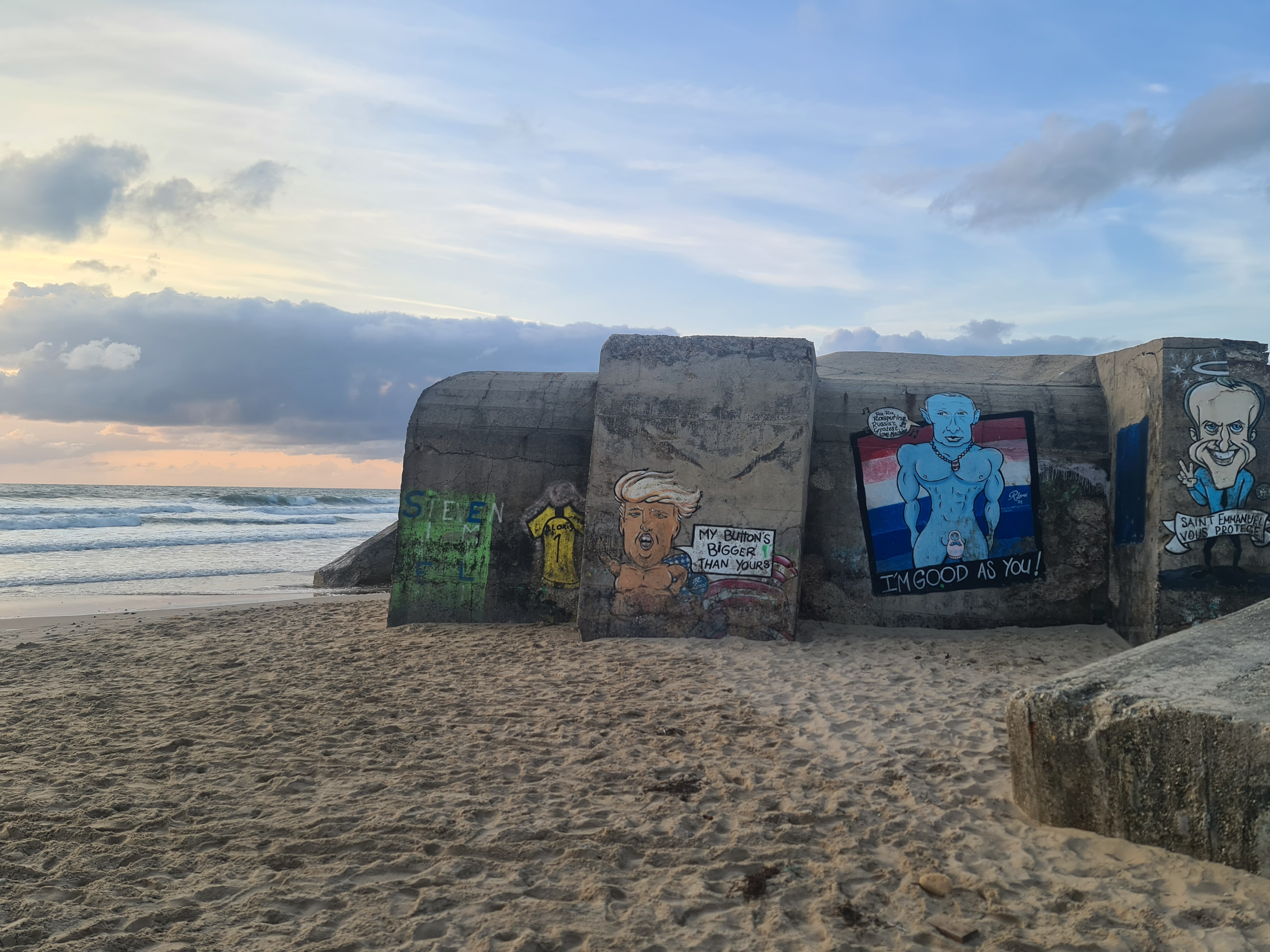
Blockhaus sur la plage de Dépée.
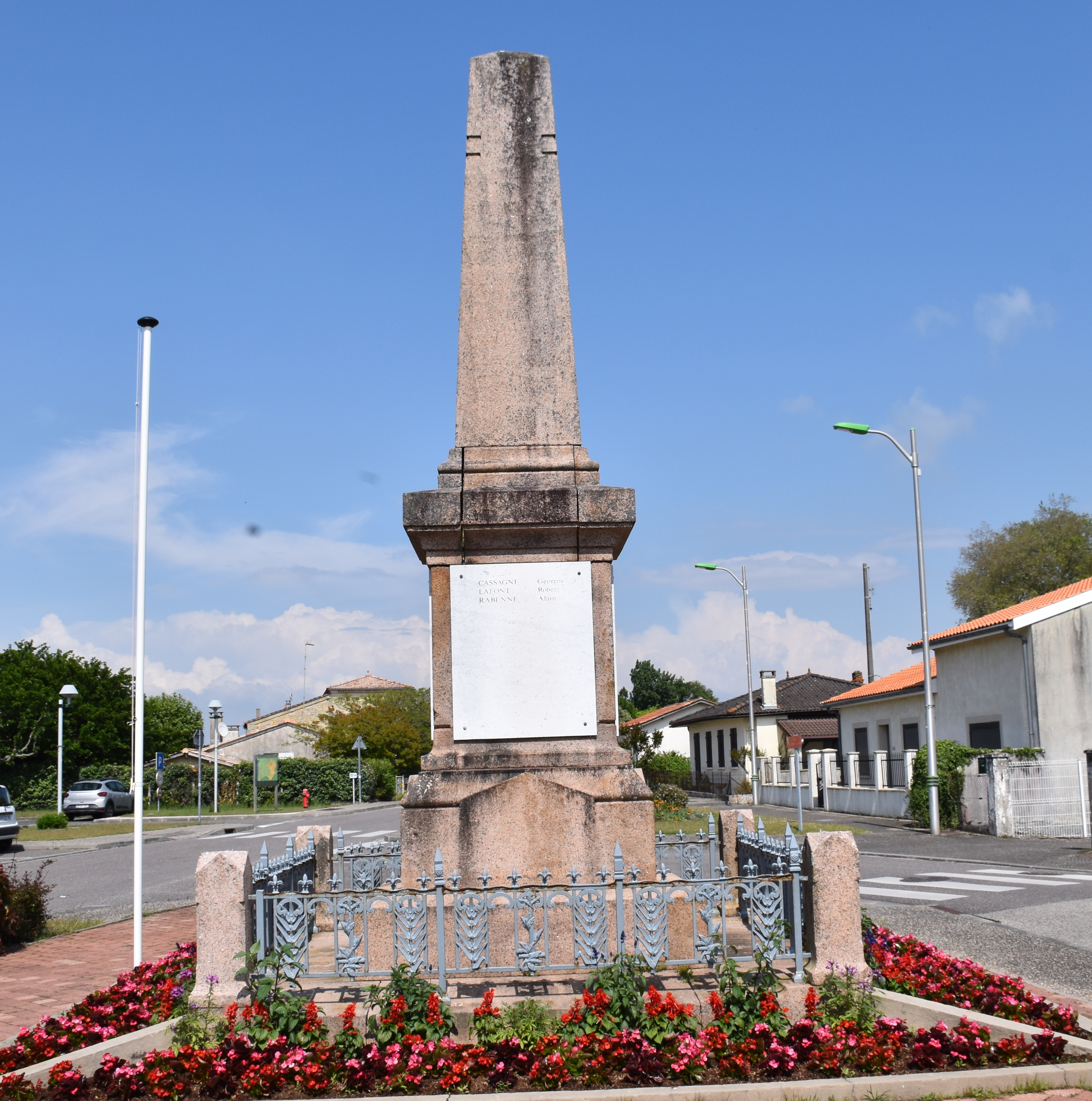
Le monument aux morts.

### Personnalités liées à la commune
- Bob Denard (1929-2007), mercenaire, né à Bordeaux, y a grandi , Il y possédait la maison de famille qu'il a cédée à sa sœur ainée , il y est enterré.

### Héraldique
| Blason de Grayan-et-l'Hôpital | Blason  | Écartelé : au 1er coupé ondé d'azur à la fasce abaissée ondée d'or surmontée d'un soleil non figuré du même, et d'or plain, au 2e d'or à deux bourdons de pèlerin de pourpre passés en sautoir avec leurs gourdes attachées, au 3e d'or à la coquille de pourpre, au 4e parti de sinople au rencontre de cerf d'or et d'or au pin de sinople ; au filet en croix pattée de sable brochant sur la partition ; sur le tout de gueules à la croix pattée d'argent. |
| Blason de Grayan-et-l'Hôpital | Détails | La croix pattée (?) (la croix pattée n'a jamais été aux Hospitaliers) représente les Hospitaliers de l'ordre de Saint-Jean de Jérusalem qui fondèrent au XIIe siècle l'Hôpital. Le 1er représente la vocation touristique de la commune avec la plage, le soleil et la mer. Le 2e rappelle que la commune était un lieu de repos pour les pèlerins en route vers Saint-Jacques-de-Compostelle qui est rappelle dans le 3e. Enfin, le 4e renvoie à la vocation sylvicole de la commune ainsi que sa richesse en gros gibier. Création de M. Hamon et Frédéric Luz enregistrée le 20 avril 1992. |